# Otto Krack

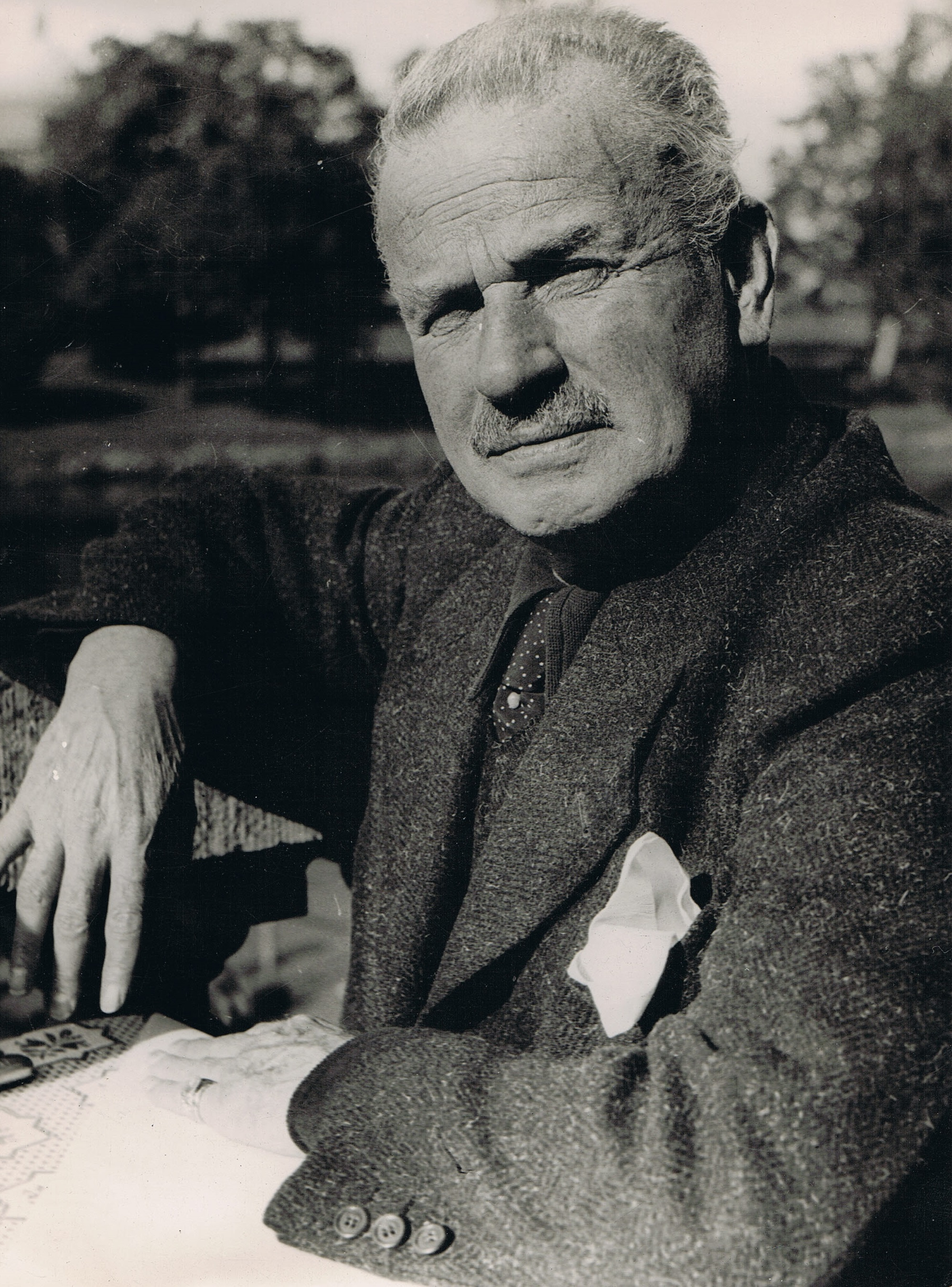
Im Scherl Verlag 1935

Otto Krack (* 23. August 1865 in Schwerin; † 6. Oktober 1942 in Berlin-Dahlem) war Schriftleiter beim Berliner August-Scherl-Verlag und dort für die Zeitung Die Woche zuständig.

## Leben
Krack, Sohn eines Zimmermeisters, studierte nach dem Besuch des Schweriner Fridericianums in Rostock, Berlin und Heidelberg.  Er promovierte zum Dr. Lit. an der Universität Heidelberg am 10. Dezember 1898 mit dem Thema Beiträge zum Einfluss Chrétien de Troyes auf die Verfasser der übrigen Artusgedichte. Bis 1899 lebte er als freier Schriftsteller und übernahm dann die Redaktion der neugegründeten Zeitung Die Woche. Krack war bis zu seinem Tode in Berlin, Unter den Eichen 93, ansässig. In Die Woche Nr. 42 erschien zu seinem Todestag, den 21. Oktober 1942, ein Nachruf.

## Veröffentlichungen
- General Ludendorff, der Generalstabschef Hindenburgs. Scherl, Berlin 1915, S. 101.
- Generalfeldmarschall von Bülow. Scherl, Berlin 1916, S. 104.
- Das deutsche Herz : Feldpostbriefe unserer Helden. Scherl, Berlin 1915, S. 220.
- Beiträge zum Einfluss Chrétien de Troyes (1140) auf die Verfasser der übrigen Artusgedichte. 1889.
- Die Weisheit der Völker – Worte Luther. Bruns Verlag, Minden 1913.
- Luther Briefe. Curtius Verlag, Berlin 1910.
- Grabbe. Schuster & Löffler.
- Die Stimmen der Großen – Band 2 Königin Luise. Concordia-Deutsche Verlagsanstalt, 1907.
- Die Stimmen der Großen – Band 1 Friedrich der Große. Concordia-Deutsche Verlagsanstalt.
- Die Stimmen der Großen – Band 3 Napoleon I. Concordia-Deutsche Verlagsanstalt, 1907.
- Akademische Bibliothek – Die Gesetze der Kunst – Das Hochschulstudium im Hause.  Deutscher Kunstverlag, ca. 1920.
- General Ludendorff. August Scherl, Berlin 1915.
- Heinrich Otto Meisner (Krack): Das Leben und Sterben der Königin Luise. Berlin 1926.
- M. Weigel (Krack): Mozart Briefe. Curtius Verlag Berlin 1909.
- Briefe eines Kaisers – Josef II. Curtius Verlag, Berlin 1912.
- Die Wiedergeburt – Schauspiel. Verlag  Wilhelm Issleib, Berlin 1892.
- Das deutsche Herz – Feldpostbriefe unserer Helden. August Scherl, Berlin 1905.
- Kampf ums Leben – Roman. August Scherl, Berlin 1930.
- Briefe einer Kaiserin / Maria Theresia. Curtius Verlag, Berlin 1910.